# Captured
Captured är den svenske artisten Tomas Ledins elfte studioalbum, utgivet 1983 på skivboalget Polar Music.
Skivan utkom ursprungligen på LP, men kom i en nyutgåva på CD 1992 med sex bonuslåtar. Från skivan släpptes två singlar: "What Are You Doing Tonight?" och "Don't Touch That Dial". Endast den förstnämnda nådde en listplacering. Skivan som helhet nådde en åttondeplats som bäst.

## Låtlista

### LP
A
1. "Don't Touch That Dial" – 4:56
2. "Captured" – 4:22
3. "There's No End to Our Love" – 3:56
4. "Russian Roulette" – 3:24
5. "Lovemaker" – 4:16

B
1. "What Are You Doing Tonight?" – 3:53
2. "Nothing in Between" – 4:22
3. "Action" – 2:14
4. "Take Good Care of Your Children" – 4:23
5. "Forget About Dancing" – 5:54

### CD
1. "Don't Touch That Dial" – 4:56
2. "Captured" – 4:22
3. "There's No End to Our Love" – 3:56
4. "Russian Roulette" – 3:24
5. "Lovemaker" – 4:16
6. "What Are You Doing Tonight?" – 3:53
7. "Nothing in Between" – 4:22
8. "Action" – 2:14
9. "Take Good Care of Your Children" – 4:23
10. "Forget About Dancing" – 5:54
11. "Everybody Wants to Hear It" – 3:24
12. "Living with the Bomb" – 2:59
13. "Move a Little Closer" – 4:25
14. "What Are You Doing Tonight?" (Super Dance Music Mix) – 8:50
15. "Don't Touch That Dial" (Remixed Dance Music Maxi Mix) – 6:30
16. "Everybody Wants to Hear It" (Extended Remixed Dancefloor Version) – 5:48

## Listplaceringar
| Lista (1983-1984) | Topplacering |
| ----------------- | ------------ |
| Sverige           | 8            |

### Fotnoter
1. 1 2  ”Tomas Ledin”. Svensk mediedatabas. Arkiverad från originalet den 25 juli 2014. https://web.archive.org/web/20140725173941/http://smdb.kb.se/catalog/search?q=Tomas+Ledin&x=0&y=0. Läst 16 januari 2013.
2. 1 2  ”Captured”. Hitparad. http://hitparad.se/showitem.asp?interpret=Tomas+Ledin&titel=Captured&cat=a. Läst 17 november 2012.